# Suruga doi
Suruga doi (jap. 駿河問い, dt. „Suruga-Befragung“), auch Suruga monjō (駿河問状), bezeichnet sowohl eine Foltermethode im vormodernen Japan als auch eine Praktik aus dem Bereich BDSM.
Sie wurde Anfang der Edo-Zeit eingeführt und soll auf den Stadtmagistraten (machi bugyō) von Sumpu (heute Shizuoka) in der Provinz Suruga Hikosaka Mitsumasa (彦坂 光正, Rufname: 九兵衛; 1565–1632) zurückgehen.
Die Foltermethode besteht darin, den zu Verhörenden von der Decke mit dem Kopf Richtung Boden herabhängen zu lassen, wobei je die Hände und Beine hinter dem Rücken zusammengebunden sind. Zusätzlich wurde der Rücken mit einem großen Stein beschwert.
Heutzutage findet die Methode – ohne Stein – in der Shibari-Szene als eine Form des Hängebondage Verwendung.